# Onciale 0265
- Papyrus
- Onciale
- Minuscules
- Lectionnaire

Le Codex 0265 (dans la numérotation Gregory-Aland), est un manuscrit du Nouveau Testament sur parchemin écrit en écriture grecque onciale.

## Description
Le codex se compose d'une folio. Il est écrit en deux colonnes par page, de 25 lignes par colonne. Les dimensions du manuscrit sont 27 x 22 cm,. Les paléographes datent ce manuscrit du VIe siècle.
C'est un manuscrit contenant le texte de l'Évangile selon Luc (8,19-20,23-24).
Le texte du codex représenté est de type byzantin. Kurt Aland le classe en Catégorie V.
Lieu de conservation
Il est conservé à la Staatliche Museen zu Berlin (P. 16994) à Berlin,.